# Gmina Kiełczygłów
Gmina Kiełczygłów je polská vesnická gmina v okrese Pajęczno v Lodžském vojvodství. Sídlem gminy je ves Kiełczygłów. V roce 2016 zde žilo 4 088 obyvatel.
Gmina má rozlohu 88,80 km² a zabírá 11,05 % rozlohy okresu Pajęczno. Skládá se ze 14 starostenství.

## Starostenství
- Brutus
- Chorzew
- Dąbrowa
- Dryganek Duży
- Glina Mała
- Gumnisko
- Huta
- Kiełczygłów
- Kiełczygłówek
- Kolonia Chorzew
- Obrów
- Osina Mała
- Skoczylasy
- Studzienica

## Sousední gminy
Osjaków, Pajęczno, Rusiec, Rząśnia a Siemkowice.